# Helena Černohorská (biatlonistka)
Helena Černohorská, provdaná Garabíková (* 18. ledna 1970) je bývalá československá biatlonistka.

## Závodní kariéra
Na XVI. ZOH v Albertville 1992 skončila v závodě jednotlivců na 7,5 km na 62. místě.